# Divjaka
Divjaka kisváros Közép-Albániában, Lushnja városától légvonalban 16 kilométerre északnyugatra, az Alacsony-Albániának nevezett parti síkságon, a Karavastai-lagúna északkeleti előterében, Fier megyében. Divjaka község, egyúttal Divjaka alközség központja; utóbbi közigazgatási egység további települései Bishtçukas, Bregas, Dushk Cam, Germenj i Madh, Germenj i Vogel, Hallvaxhias, Miza, Xenga és Zharnec. A 2011-es népszámlálás alapján az alközség népessége 8445 fő.

## Története
A kommunizmus éveiben környéke kedvelt nyaralóhely volt, egyebek mellett itt volt az Albán Munkapárt központi bizottságának üdülőháza is.

## Nevezetességei
A városkától délnyugatra, mintegy 2 km-re terül el a ramsari védelem alatt álló, ősfenyvesek övezte Karavastai-lagúna vadvize, amely egyebek mellett a fokozottan védett borzas gödény (Pelecanus crispus) legnyugatibb élőhelye is. A terület  a Divjaka–karavastai Nemzeti Park (Parku Kombëtar Divjakë-Karavasta) gondozásában áll. A lagúnát az Adriai-tengertől elválasztó földnyelven homokos strandok és vendégházak találhatóak.